# Tadashi Nakamura
Pour les articles homonymes, voir Nakamura.
Tadashi Nakamura (中村 忠, Nakamura Tadashi) est un footballeur japonais né le 10 juin 1971 à Tokyo au Japon.